# Eosentomon dureyi
Eosentomon dureyi är en urinsektsart som beskrevs av Copeland 1964. Eosentomon dureyi ingår i släktet Eosentomon och familjen trakétrevfotingar. Inga underarter finns listade i Catalogue of Life.